# Estland op de Olympische Zomerspelen 1996
Estland nam deel aan de Olympische Zomerspelen 1996 in Atlanta, Georgia in de Verenigde Staten. Estland debuteerde op de Spelen van 1920 in Antwerpen en deed in 1996 voor de zevende keer mee, de tweede keer slechts sinds het Baltische land opnieuw onafhankelijk werd in 1991.

## Deelnemers en resultaten
(m) = mannen, (v) = vrouwen

### Atletiek
| Olympiër           | Onderdeel                | Resultaat | Prestatie                                 |
| ------------------ | ------------------------ | --------- | ----------------------------------------- |
| Pavel Loskutov     | marathon (m)             | 58e       | 2:23.14                                   |
| Marko Turban       | hoogspringen (m)         | 22e       | kwalificatie groep B: 12de met 2,24m      |
| Valeri Bukrejev    | polsstokhoogspringen (m) | DNF       | kwalificatie groep B: geen geldige poging |
| Aleksander Tammert | discuswerpen (m)         | 25e       | kwalificatie groep B: 11de met 59,04m     |
| Donald Aik-Sild    | speerwerpen (m)          | 30e       | kwalificatie groep B: 15de met 72,54m     |
| Jüri Tamm          | kogelslingeren (m)       | 26e       | kwalificatie groep A: 13de met 73,16m     |
| Indrek Kaseorg     | tienkamp (m)             | DNF       | niet gefinisht                            |
| Andrei Nazarov     | tienkamp (m)             | DNF       | niet gefinisht                            |
| Erki Nool          | tienkamp (m)             | 6e        | 8543 punten                               |
|                    |                          |           |                                           |
| Jane Salumäe       | marathon (v)             | DNF       | niet gefinisht                            |
| Virge Naeris       | verspringen (m)          | 26e       | kwalificatie groep A: 16de met 6,26m      |
| Virge Naeris       | hink-stap-springen (m)   | 15e       | kwalificatie groep A: 8ste met 14,00m     |
| Eha Rünne          | discuswerpen (m)         | 26e       | kwalificatie groep B: 14de met 58,24m     |

### Boogschieten
Raul Kivilo was net zoals vier jaar eerder de enige en dus nog steeds de eerste boogschutter die voor Estland uitkwam. Hij verloor zijn eerste wedstrijd, maar verbeterde in vergelijking met de Olympische Spelen van Barcelona zijn ranking met tien plaatsen.
| Olympiër    | Onderdeel       | Resultaat | Prestatie                                                                     |
| ----------- | --------------- | --------- | ----------------------------------------------------------------------------- |
| Raul Kivilo | individueel (m) | 42e       | plaatsingsronde: 36ste met 649 punten 1ste ronde: V van MEX Anchondo: 157-158 |

### Judo
| Olympiër         | Onderdeel | Resultaat | Prestatie                                            |
| ---------------- | --------- | --------- | ---------------------------------------------------- |
| Indrek Pertelson | +95kg (m) | 21e       | 1ste ronde: vrij 2de ronde: V van POL Kubacki: ippon |

### Kanovaren
| Olympiër   | Onderdeel     | Resultaat | Prestatie                                                                              |
| ---------- | ------------- | --------- | -------------------------------------------------------------------------------------- |
| Hain Helde | K-1 500m (m)  | 19e       | serie 2: 7de in 1.47,316 herkansingen: 5de in 1.44,340                                 |
| Hain Helde | K-1 1000m (m) | 13e       | serie 2: 7de in 3.59,136 herkansingen: 5de in 4.08,375 halve finale 2: 6de in 3.47,237 |

### Moderne vijfkamp
| Olympiër       | Onderdeel | Resultaat | Prestatie   |
| -------------- | --------- | --------- | ----------- |
| Imre Tiidemann | mannen    | 7e        | 5414 punten |

### Roeien
| Olympiër     | Onderdeel | Resultaat | Prestatie                                                                                                   |
| ------------ | --------- | --------- | --- |
| Jüri Jaanson | skiff (m) | 18e       | serie 3: 5de in 8.10,1 herkansingen: 4de in 8.15,25 halve finale 3: 3de in 7.28,89 finale C: 6de in 8.33,53 |

### Schermen
| Olympiër                                 | Onderdeel      | Resultaat | Prestatie |
| ---------------------------------------- | -------------- | --------- | --- |
| Kaido Kaabermaa                          | degen (m)      | 7e        | 1ste ronde: vrij 2de ronde: W van CHN Gang: 15-6 3de ronde: W van FRA Leroux: 15-14 kwartfinale: V van CUB Pérez: 14-15 |
| Andrus Kajak                             | degen (m)      | 15e       | 1ste ronde: vrij 2de ronde: W van HUN Kulcsar: 15-14 3de ronde: V van ITA Cuomo: 14-15                                  |
| Meelis Loit                              | degen (m)      | 35e       | 1ste ronde: V van ESP Llorens: 14-15                                                                                    |
| Kaido Kaabermaa Andrus Kajak Meelis Loit | degen team (m) | 5e        | 1ste ronde: V van Duitsland: 39-45 5-8ste plek: W van Verenigde Staten: 45-44 5-6de plek: W van Hongarije: 45-39        |
|                                          |                |           | |
| Heidi Rohi                               | degen (v)      | 7e        | 1ste ronde: W van SUI Kenel: 15-14 2de ronde: V van GER Nass: 12-15                                                     |
| Oksana Yermakova                         | degen (v)      | 15e       | 1ste ronde: vrij 2de ronde: W van DEN Fjellerup: 15-14 3de ronde: V van HUN Szalay-Horváth: 6-15                        |
| Maarika Võsu                             | degen (v)      | 35--18e   | 1ste ronde: vrij 2de ronde: V van USA Marx: 13-15                                                                       |
| Heidi Rohi Oksana Yermakova Maarika Võsu | degen team (v) | 5e        | 1ste ronde: V van Italië: 38-45 5-8ste plek: W van Verenigde Staten: 45-38 5-6de plek: W van Cuba: 45-30                |

### Zeilen
| Olympiër        | Onderdeel | Resultaat | Prestatie                                  |
| --------------- | --------- | --------- | ------------------------------------------ |
| Andrei Inešin   | skeet (m) | 10e       | kwalificatie: 7de met 121 punten (73-48)   |
| Heikki Jaansalu | trap (m)  | 45e       | kwalificatie: 45ste met 115 punten (68-47) |

### Volleybal
| Olympiër             | Onderdeel | Resultaat | Prestatie                                                                                    |
| -------------------- | --------- | --------- | -------------------------------------------------------------------------------------------- |
| Avo Keel Kaido Kreen | beach (m) | 17e       | 1ste ronde: V van FRA Jordard/Penigaud: 8-15 herkansingen: V van NOR Kvalheim/Maaseide: 2-15 |

### Wielersport
| Olympiër         | Onderdeel        | Resultaat | Prestatie |
| Baan             | Baan             | Baan      | Baan |
| ---------------- | ---------------- | --------- | --- |
| Erika Salumäe    | sprint (v)       | 6e        | kwalificatie: 9de in 11,566 1ste ronde: V van NED Haringa herkansingen: 1ste kwartfinale: V van FRA Ballanger: 0-2 5-8ste plek: 2de |
| Mountainbike     |                  |           | |
| Alges Maasikmets | mannen           | DNF       | niet gefinisht |
| Weg              |                  |           | |
| Lauri Aus        | wegwedstrijd (m) | 36e       | 4:56.55 |
| Raido Kodanipork | wegwedstrijd (m) | 96e       | 4:57.02 |
| Jaan Kirsipuu    | wegwedstrijd (m) | 24e       | 4:56.54 |
| Andres Lauk      | wegwedstrijd (m) | 49e       | 4:56.56 |
| Lauri Resik      | wegwedstrijd (m) | DNF       | niet gefinisht |

### Worstelen
| Olympiër       | Onderdeel   | Resultaat   | Prestatie |
| Vrije stijl    | Vrije stijl | Vrije stijl | Vrije stijl |
| -------------- | ----------- | ----------- | --- |
| Küllo Kõiv     | -68kg (m)   | 7e          | 1ste ronde: W van SEN Diédhiou 2de ronde: V van UKR Zazirov: 0-5 3de ronde: W van AZE Allahverdiyev: 5-1 4de ronde: W van SYR Al-Osta: 4-1 5de ronde: V van CUB Larrudet: 0-6 7-8ste plek: W van SYR Al-Osta: 7-2 |
| Arvi Aavik     | -100kg (m)  | 12e         | 1ste ronde: W van PUR Sánchez 2de ronde: V van KGZ Aleksandrov: 0-1 3de ronde: V van CUB Suarez: 1-3 |
| Grieks-Romeins |             |             | |
| Valeri Nikitin | -68kg (m)   | 8e          | 1ste ronde: V van ROU Memet 2de ronde: W van GEO Melelashvili 3de ronde: W van HUN Repka 4de ronde: W van JPN Miyake: 6-0 5de ronde: V van RUS Tretyakov 7-8ste plek: V van CUB Oris                              |
| Helger Hallik  | -130kg (m)  | 15e         | 1ste ronde: W van CAN Johl: 3-0 2de ronde: V van GRE Pikilidis 3de ronde: V van MDA Mureiko |

### Zeilen
| Olympiër            | Onderdeel  | Resultaat | Prestatie                                      |
| ------------------- | ---------- | --------- | ---------------------------------------------- |
| Tõnu Toomas Tõniste | 470 (m)    | 10e       | 96 punten: (7-16-8-3-19-PMS-30-3-6-15-19)      |
|                     |            |           |                                                |
| Krista Kruuv        | europe (v) | 24e       | 197 punten: (22-25-26-23-23-20-23-26-17-22-22) |
|                     |            |           |                                                |
| Peter Šaraškin      | laser      | 24e       | 176 punten: (14-27-21-29-30-33-12-14-18-21-20) |

### Zwemmen
| Olympiër   | Onderdeel           | Resultaat | Prestatie               |
| ---------- | ------------------- | --------- | ----------------------- |
| Indrek Sei | 50m vrije slag (m)  | 27e       | serie 10: 8ste in 23,11 |
| Indrek Sei | 100m vrije slag (m) | 32e       | serie 4: 3de in 52,09   |

Afghanistan · Albanië · Algerije · Amerikaanse Maagdeneilanden · Amerikaans-Samoa · Andorra · Angola · Antigua‑Barbuda · Argentinië · Armenië · Aruba · Australië · Azerbeidzjan · Bahama's · Bahrein · Bangladesh · Barbados · België · Belize · Benin · Bermuda · Bhutan · Bolivia · Bosnië en Herzegovina · Botswana · Brazilië · Britse Maagdeneilanden · Brunei · Bulgarije · Burkina Faso · Burundi · Cambodja · Canada · Centraal-Afrikaanse Republiek · Chili · China · Chinees Taipei · Colombia · Comoren · Congo-Brazzaville · Cookeilanden · Costa Rica · Cuba · Cyprus · Denemarken · Djibouti · Dominica · Dominicaanse Republiek · Duitsland · Ecuador · Egypte · El Salvador · Equatoriaal-Guinea · Estland · Ethiopië · Fiji · Filipijnen · Finland · Frankrijk · Gabon · Gambia · Georgië · Ghana · Grenada · Griekenland · Groot-Brittannië · Guam · Guatemala · Guinee · Guinee-Bissau · Guyana · Haïti · Honduras · Hongarije · Hongkong · Ierland · IJsland · India · Indonesië · Irak · Iran · Israël · Italië · Ivoorkust · Jamaica · Japan · Jemen · Joegoslavië · Jordanië · Kaaimaneilanden · Kaapverdië · Kameroen · Kazachstan · Kenia · Kirgizië · Koeweit · Kroatië · Laos · Lesotho · Letland · Libanon · Liberia · Libië · Liechtenstein · Litouwen · Luxemburg ·  Macedonië · Madagaskar · Malawi · Malediven · Maleisië · Mali · Malta · Marokko · Mauritanië · Mauritius · Mexico · Moldavië · Monaco · Mongolië · Mozambique · Myanmar · Namibië · Nauru · Nederland · Nederlandse Antillen · Nepal · Nicaragua · Nieuw-Zeeland · Niger · Nigeria · Noord-Korea · Noorwegen · Oeganda · Oekraïne · Oezbekistan · Oman · Oostenrijk · Pakistan · Palestina · Panama · Papoea-Nieuw-Guinea · Paraguay · Peru · Polen · Portugal · Puerto Rico · Qatar · Roemenië · Rusland · Rwanda · Saint Kitts en Nevis · Saint Lucia · Saint Vincent en Grenadines · Salomonseilanden · Samoa · San Marino · Sao Tomé en Principe · Saoedi-Arabië · Senegal · Seychellen · Sierra Leone · Singapore · Slovenië · Slowakije · Soedan · Somalië · Spanje · Sri Lanka · Suriname · Swaziland · Syrië · Tadzjikistan · Tanzania · Thailand · Togo · Tonga · Trinidad en Tobago · Tsjaad · Tsjechië · Tunesië · Turkije · Turkmenistan · Uruguay · Vanuatu · Venezuela · Verenigde Arabische Emiraten · Verenigde Staten · Vietnam · Wit-Rusland · Zaïre · Zambia · Zimbabwe · Zuid-Afrika · Zuid-Korea · Zweden · Zwitserland